# Vitra

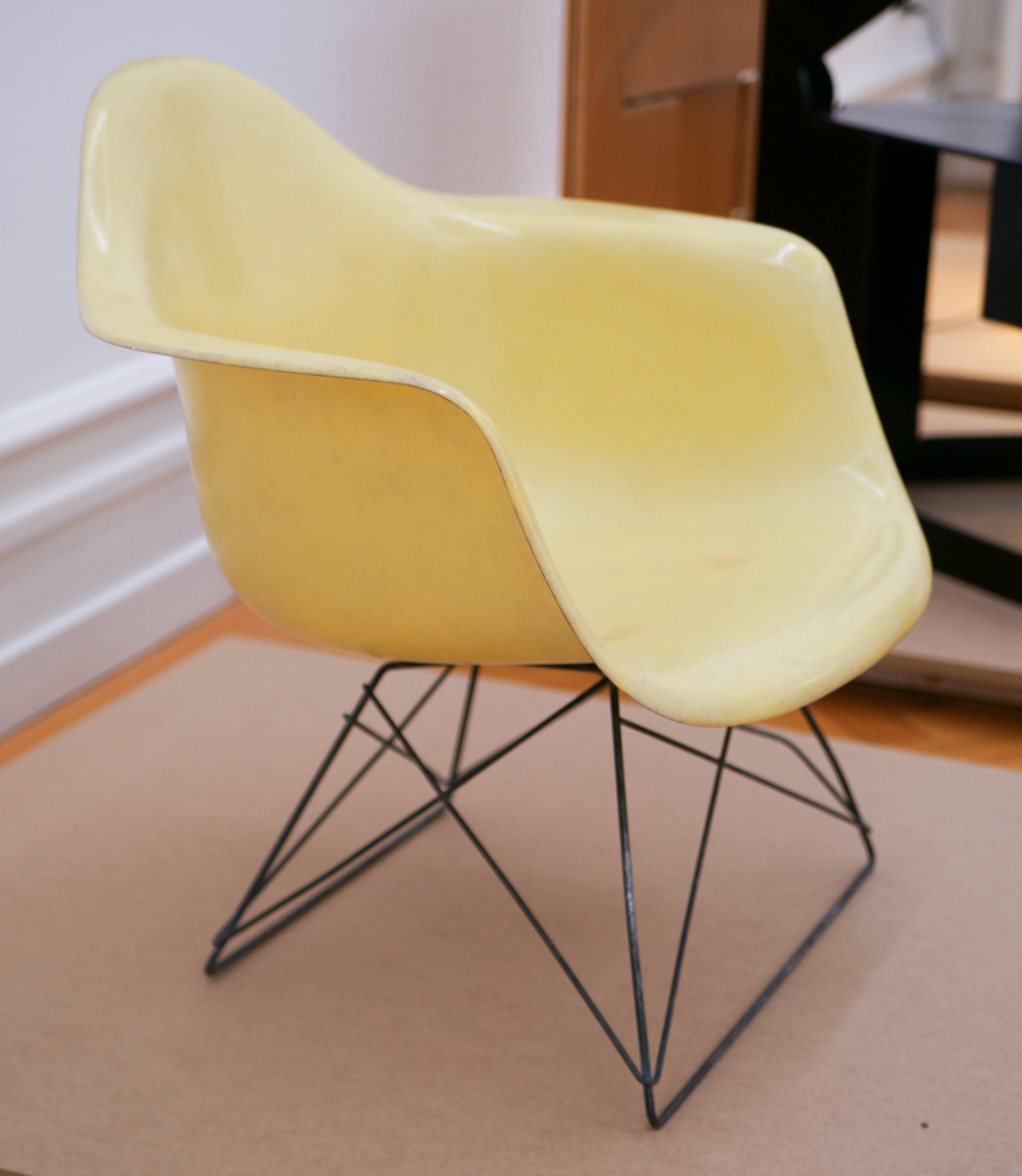
Stoel naar ontwerp van Charles en Ray Eames (1950).

Vitra GmbH is een interieurfabrikant in het bijzonder van meubels.

## Geschiedenis
Het bedrijf Vitra werd in 1950 opgericht als familiebedrijf en was actief als decorateur van winkeletalages. Het eerste bedrijfsgebouw stond in de Zuid-Duitse plaats Weil am Rhein op een steenworp van de Zwitserse grens, op grond van de familie Fehlbaum. Vandaag de dag is het hoofdkwartier gevestigd in de Zwitserse plaats Birsfelden en is het bedrijf actief op verschillende continenten.
Het bedrijf heeft in de loop der geschiedenis samengewerkt met bekende ontwerpers en kunstenaars zoals Charles en Ray Eames, Zaha Hadid, Frank Gehry, Hella Jongerius, Isamu Noguchi, Jean Prouvé, Eero Saarinen en Maarten Van Severen. Na een brand werd bedrijf heropgebouwd naar ontwerp van een aantal bekende architecten. Het bedrijf hecht veel waarde aan bijzondere architectuur. Frank Gehry bouwde in 1989 in Weil am Rhein het bedrijfsmuseum en een fabrieksgebouw en in 1994 in Birsfelden een nieuw hoofdkantoor voor Vitra, het Vitra Center. In 1989 opende Vitra het Vitra Design Museum dat een designcollectie omvat van meubilair, verlichting en bijzondere voorwerpen.